# 大村池麻呂
大村 池麻呂（おおむら の いけまろ、生没年不詳）は、奈良時代の官人。姓は直。官位は外従五位下・因幡介。

## 出自
大村氏（大村直）は、天道根命の六世孫にあたる君積命（または枳弥都弥命）の後裔で、紀氏（紀直）と同祖とされる天神系氏族。一方で、承和2年（835年）丹波国人の右近衛医師外従五位下・大村福吉ら5人が大村直から紀宿禰に改姓しているが、福吉らは武内宿禰の支族としており、別系統（皇別氏族）の大村直の存在も知られている。
氏の呼称は、和泉国大鳥郡大村郷（現在の大阪府堺市高蔵寺付近）の地名に因む。

## 経歴
桓武朝初頭の延暦2年（783年）外従五位下に叙せられ、延暦3年（784年）主計助に任命される。延暦4年（785年）因幡国司の交代があり、因幡守に藤原宗継が、介に池麻呂が任ぜられている。

## 官歴
『続日本紀』による。
- 時期不詳：正六位上
- 延暦2年（783年） 正月27日：外従五位下
- 延暦3年（784年） 7月13日：主計助
- 延暦4年（785年） 7月29日：因幡介